# Ameniscocephalus meniscocephalus
Ameniscocephalus meniscocephalus är en stekelart som beskrevs av Girault 1915. Ameniscocephalus meniscocephalus ingår i släktet Ameniscocephalus och familjen sköldlussteklar. Inga underarter finns listade i Catalogue of Life.